# Aggtelek (Hungría)
Aggtelek es una localidad húngara, perteneciente al condado de Borsod-Abaúj-Zemplén.

## Geografía
En sus alrededores se encuentra la caverna de Aggtelek o Baradla, una de las grutas de estalactitas más grandes y notables de Europa.

## Historia
A finales del siglo XIX, en 1900, la localidad, por entonces perteneciente al condado de Gömor, tenía contabilizada una población de 557 habitantes.